# Ambasciatori del Württemberg nei Paesi Bassi
L'ambasciatore del Württemberg nei Paesi Bassi era il primo rappresentante diplomatico del Württemberg nei Paesi Bassi.
Le relazioni diplomatiche iniziarono ufficialmente nel 1787 e rimasero attive sino alla costituzione della Confederazione Germanica nel 1848, poi della Confederazione Germanica del nord nel 1867 e successivamente dell'Impero tedesco nel 1871, quando le funzioni passarono all'ambasciatore tedesco nei Paesi Bassi.

## Regno del Württemberg
...
- 1787 - 1798: cap. von Penasse, Chargé d'affaires
- 1798 - 1799: Contamine, Chargé d'affaires
- 1799 - 1805: Johann Christian Friedrich von Hügel, "ministro plenipotenziario"
- 1807 - 1807: Johann Chévalier von Harmensen, "ministro plenipotenziario"
- 1807 - 1808: Christoph Erdmann von Steube, "ministro plenipotenziario"
- 1808 - 1808: Friedrich Eckbrecht von Dürckheim-Montmartin, "ministro plenipotenziario"
- 1808 - 1810: Christoph Erdmann von Steube

1810 - 1814: Interruzione dei rapporti diplomatici per l'occupazione francese
- 1814 - 1815: Friedrich August Gremp von Freudenstein
- 1815 - 1839: August Heinrich Christoph von Wächter
- 1839 - 1843: Woellwarth von Reinhardt
- 1844 - 1848: Freiherr von Pfeil

1848: Chiusura dell'ambasciata